# Ezio Flagello
Ezio Flagello (New York, 28 gennaio 1931 – Palm Bay, 19 marzo 2009) è stato un basso statunitense.

## Biografia
Di origini italiane, studiò alla Manhattan School of Music di New York con Friedric Schorr e John Brownlee, e al Conservatorio Santa Cecilia a Roma con Luigi Ricci, debuttando nel 1955 a Ellenville come Dulcamara .
Con il debutto nel 1957, chiamato d'urgenza in sostituzione di un collega come Leporello in Don Giovanni, iniziò la lunga collaborazione con il Metropolitan Opera, che si protrasse per ventisette stagioni. Condusse anche una notevole carriera internazionale, con presenze nei maggiori centri europei, quali Milano, Vienna, Londra, Berlino.
Essenzialmente basso cantabile, spaziò dal repertorio comico (oltre ai citati Dulcamara e Leporello, Don Bartolo, Don Pasquale, Alfonso, Melitone) a quello serio ottocentesco (Sir Giorgio, Conte Rodolfo, Raimondo, Silva, Sparafucile). Nel 1966, al Lincoln Center di New York, "creò" il ruolo di Enorbarbus in Antonio e Cleopatra di Samuel Barber. Affrontò anche, sempre al Met, il ruolo di Falstaff.
Nel 1974 partecipò con una piccola parte al film Il padrino parte II. Si ritirò dalle scene nel 1987.

## Discografia

### Incisioni in studio
| Anno | Titolo Ruolo                          | Cast                                                                             | Direttore         | Etichetta           |
| ---- | ------------------------------------- | -------------------------------------------------------------------------------- | ----------------- | ------------------- |
| 1963 | Alcina Melisso                        | Joan Sutherland, Teresa Berganza, Graziella Sciutti                              | Richard Bonynge   | Decca               |
|      | I puritani Giorgio Valton             | Joan Sutherland, Pierre Duval, Renato Capecchi                                   | Richard Bonynge   | Decca               |
|      | Rigoletto Sparafucile                 | Robert Merrill, Anna Moffo, Alfredo Kraus                                        | Georg Solti       | RCA                 |
| 1964 | La forza del destino Fra' Melitone    | Leontyne Price, Richard Tucker, Robert Merrill, Giorgio Tozzi                    | Thomas Schippers  | RCA                 |
| 1965 | Luisa Miller Wurm                     | Anna Moffo, Carlo Bergonzi, Cornell MacNeil                                      | Fausto Cleva      | RCA                 |
| 1966 | Lucrezia Borgia Don Alfonso d'Este    | Montserrat Caballé, Alfredo Kraus, Shirley Verrett                               | Erich Leinsdorf   | RCA                 |
|      | Lucia di Lammermoor Raimondo Bidebent | Anna Moffo, Carlo Bergonzi, Mario Sereni                                         | Georges Prêtre    | RCA                 |
| 1967 | Ernani Don Ruy Gomez de Silva         | Carlo Bergonzi, Leontyne Price, Mario Sereni                                     | Thomas Schippers  | RCA                 |
|      | Così fan tutte Don Alfonso            | Leontyne Price, Tatiana Troyanos, Sherrill Milnes, George Shirley, Judith Raskin | Erich Leinsdorf   | RCA                 |
|      | Don Giovanni Leporello                | Dietrich Fischer-Dieskau, Birgit Nilsson, Martina Arroyo                         | Karl Böhm         | Deutsche Grammophon |
| 1968 | Samson                                | Alexander Young, Martina Arroyo, Helen Donath                                    | Karl Richter      | Deutsche Grammophon |
| 1972 | Œdipus Rex Tiresias                   | René Kollo, Tatiana Troyanos, Tom Krause                                         | Leonard Bernstein | Sony                |

### Registrazioni dal vivo
- Don Giovanni, con George London, Lisa Della Casa, Eleanor Steber, Cesare Valletti, dir. Karl Böhm - Met 1959 ed. Opera Lovers
- Simon Boccanegra (Paolo), con Frank Guarrera, Zinka Milanov, Giorgio Tozzi, Carlo Bergonzi, dir. Dimitri Mitropoulos - Met 1960 ed. Walhall
- La sonnambula, con Joan Sutherland, Renato Cioni, dir. Nicola Rescigno - New York 1961 ed. SRO/Gala
- Don Giovanni, con Cesare Siepi, Joan Sutherland, Pilar Lorengar, Alfredo Kraus, Laurel Hurley, dir. Karl Bohm - Met 1967 ed. Opera Lovers
- Falstaff, con Phyllis Curtin, Mildred Miller, Frank Guarrera, Fedora Barbieri, Luigi Alva, dir. Bruno Amaducci - Met 1967 ed. Opera Lovers
- Lucrezia Borgia, con Montserrat Caballé, Gianni Raimondi, Anna Maria Rota, dir. Ettore Gracis - La Scala 1970 ed. Myto
- Ernani, con Franco Corelli, Martina Arroyo, Sherrill Milnes, dir. Thomas Schippers - Met 1971 ed. Opera Lovers